# Rio Libon
O rio Libon é um rio do Haiti, localizado no departamento do Centro.
O rio nasce na face hatiana da Cordilheira Central, recebe as águas do Rio Ténèbres durante seu percurso junto à fronteira com a República Dominicana e desemboca no rio Artibonite.